# Top Stripper
Top Stripper je slovenska rock skupina, ustanovljena leta 2009 v Ljubljani. Skupino sestavljajo Jaša Šaban (vokal), Jure Demšar (kitara) in Rok Rožmanec (kitara),v letu 2016 so izdali debitantski album Luck Don’t Come Cheap. S slednjega je tudi njihov najbolj znani singel Can’t Hear You Cryin. 
Začeli so kot srednješolska skupina, ki je preigravala rock in blues uspešnice znanih rock skupin, kot so Guns N’ Roses in AC/DC, kmalu pa so pričeli ustvarjati tudi avtorsko glasbo. V preteklosti so bili večkrat predskupina drugih skupin kot so Triggerfinger, H.I.M. , Morcheeba, Letz Zep, Guns2Roses. Nastopali so v raznih klubih po Sloveniji, kot sta Cvetličarna in Cirkus. Leta 2014 so nastopili na znanem slovenskem festivalu Schengenfest. Po Sloveniji pa so odre delili s skupinami kot so Siddharta, Big Foot Mama in Tabu.
Po izdaji svojega prvega singla »Can't Hear You Cryin'« je skupina izdala svoj prvi studijski album z naslovom Luck Don't Come Cheap. Njihov slogan je: »The Soul of Blues and the Heart of Rock'n'Roll«.

## Zasedba
- Jaša Šaban - vokal
- Jure Demšar - kitara
- Rok Rožmanec - kitara, vokal

## Diskografija

### Luck Don't Come Cheap
1. Can’t Hear You Cryin’
2. The City of Angels
3. Shoot the Boy
4. Crazy Child
5. Gone with the Train
6. The Sound of the Devil
7. Why Do I Need the Rain
8. You Can All Go to Hell
9. Do You Think It’s Easy